# Hypoestes pulchra
Hypoestes pulchra är en akantusväxtart som beskrevs av Christian Gottfried Daniel Nees von Esenbeck. Hypoestes pulchra ingår i släktet Hypoestes och familjen akantusväxter. Inga underarter finns listade i Catalogue of Life.